# Người Mỹ gốc Liechtenstein
Người Mỹ gốc Liechtenstein (tiếng Đức: Liechtensteineramerikaner) là người Mỹ có nguồn gốc từ Liechtenstein.

## Lịch sử
Những người di cư Liechtenstein đầu tiên mà Mỹ ghi nhận đã di cư đến Hoa Kỳ vào đầu những năm 1830. Tuy nhiên, làn sóng lớn người di cư Liechtenstein đầu tiên đã đến Hoa Kỳ vào ngày 7 tháng 4 năm 1851, định cư ở New Orleans; và năm 1852 một nhóm khác di cư đến Dubuque, Iowa (bao gồm thợ đá, thợ nề và thợ mộc). Cuối cùng, nhiều người Liechtenstein di cư đến Dubuque đã rời thành phố đó và tìm các trang trại gần đó. Tuy nhiên, sự di cư của Liechtenstein đã giảm rõ rệt trong Nội chiến Hoa Kỳ (1861-1865). Sau đó, khi việc xây dựng các tuyến đường sắt bắt đầu "gắn kết đất nước lại với nhau và mở ra phương Tây", những người Liechtensteins khác đã di cư đến Hoa Kỳ để làm việc trong việc xây dựng các tuyến đường sắt.
Trong những thập kỷ tiếp theo, nhiều Liechtensteins khác đã di cư đến những nơi như Guttenberg, Iowa và Wabash, Indiana. Tuy nhiên, từ năm 1885 đến năm 1907, sự di cư của Liechtenstein đã giảm đi rõ rệt, chỉ giới hạn ở một vài cá nhân và gia đình. Ít hơn 30 người Liechtenstein đã di cư đến Hoa Kỳ trong thời kỳ đó. Giảm di cư là do sự gia tăng đáng kể trong hoạt động kinh tế bắt nguồn từ việc thành lập các nhà máy dệt đầu tiên vào những năm 1880.
Chiến tranh thế giới thứ nhất đã gây ra một cuộc khủng hoảng kinh tế ở Liechtenstein (mà nguồn gốc, trong số những thứ khác, bởi vì các đồng minh Entente ngừng "nhập khẩu nguyên liệu thô" vào nước này và "đầu cơ ồ ạt của ngân hàng quốc gia"), vì vậy cuộc di cư của Liechtenstein đến Hoa Kỳ đã bị chiếm lại. Hầu hết những người Liechtenstein mới di cư định cư ở các khu vực thành thị, đặc biệt là ở Chicago và Hammond, Indiana, nhưng vẫn có những người Liechtenstein trên khắp đất nước.
Sau Chiến tranh thế giới thứ hai, thêm một số người Liechtenstein di cư đến Hoa Kỳ, số lượng lớn nhất đến vào năm 1948, khi mười lăm cá nhân hoặc gia đình đến đất nước này. Sự giảm thiểu di cư của Liechtenstein là do điều kiện kinh tế của Liechtenstein được cải thiện.

## Nhân vật nổi tiếng
- John Latenser Sr.